# Glyptorhagada silveri
Glyptorhagada silveri é uma espécie de gastrópode  da família Camaenidae.
É endémica da Austrália.